# Orden von der Taube
Der Orden von der Taube (auch unter dem Namen Orden der Vernunft bekannt) war ein englischer Ritterorden. Stifter war König  Heinrich von England 1399 in seinem ersten Königsjahr. Geschaffen wurde der Orden für den Adel und für die Ehrung von Verdiensten im Krieg. 
Die Ordensdekoration war eine silberne abwärtsfliegende Taube auf einem runden goldenen Medaillon. Dieses Medaillon war mit Streifen umgeben und wurde an einer goldenen, um den Hals gelegten Kette getragen.